# Batalla d'al-Qadisiyya
La batalla d'al-Qadisiyya (àrab: معركة القادسيّة, maʿrakat al-Qādisiyya; persa: نبرد قادسيه; també Qadisiya, Qadisiyyah, Kadisiya, Kadisiyya) fou un combat entre l'exèrcit àrab musulmà del primer califat i l'exèrcit de la Pèrsia sassànida en el primer període d'expansió dels musulmans.

## Antecedents
L'emperador romà d'Orient, Heracli, i el xahanxà de Pèrsia, Yazdegerd III, estaven aliats, puix que Manyanh, neta de l'emperador romà, estava casada amb el rei persa. El general sassànida Rostam Farrokhzad fou enviat des de Ctesifont l'encontre dels musulmans, que va trobar a Qadisiyya.

## Batalla
La batalla es va lliurar probablement entre el 16 i el 19 de novembre del 636 (les dates varien entre el 635 i el 637).

## Conseqüències
La victòria va permetre als musulmans la conquesta de l'Iraq i va obrir el camí cap a la posterior conquesta musulmana de Pèrsia.